# Jim Redman
James Albert Redman, mais conhecido como Jim Redman, MBE (Londres, 8 de novembro de 1931), é um ex-motociclista nascido no Reino Unido que correu representando a extinta colônia britânica da Rodésia do Sul, hexacampeão do mundo e seis vezes vencedor do TT da Ilha de Man.

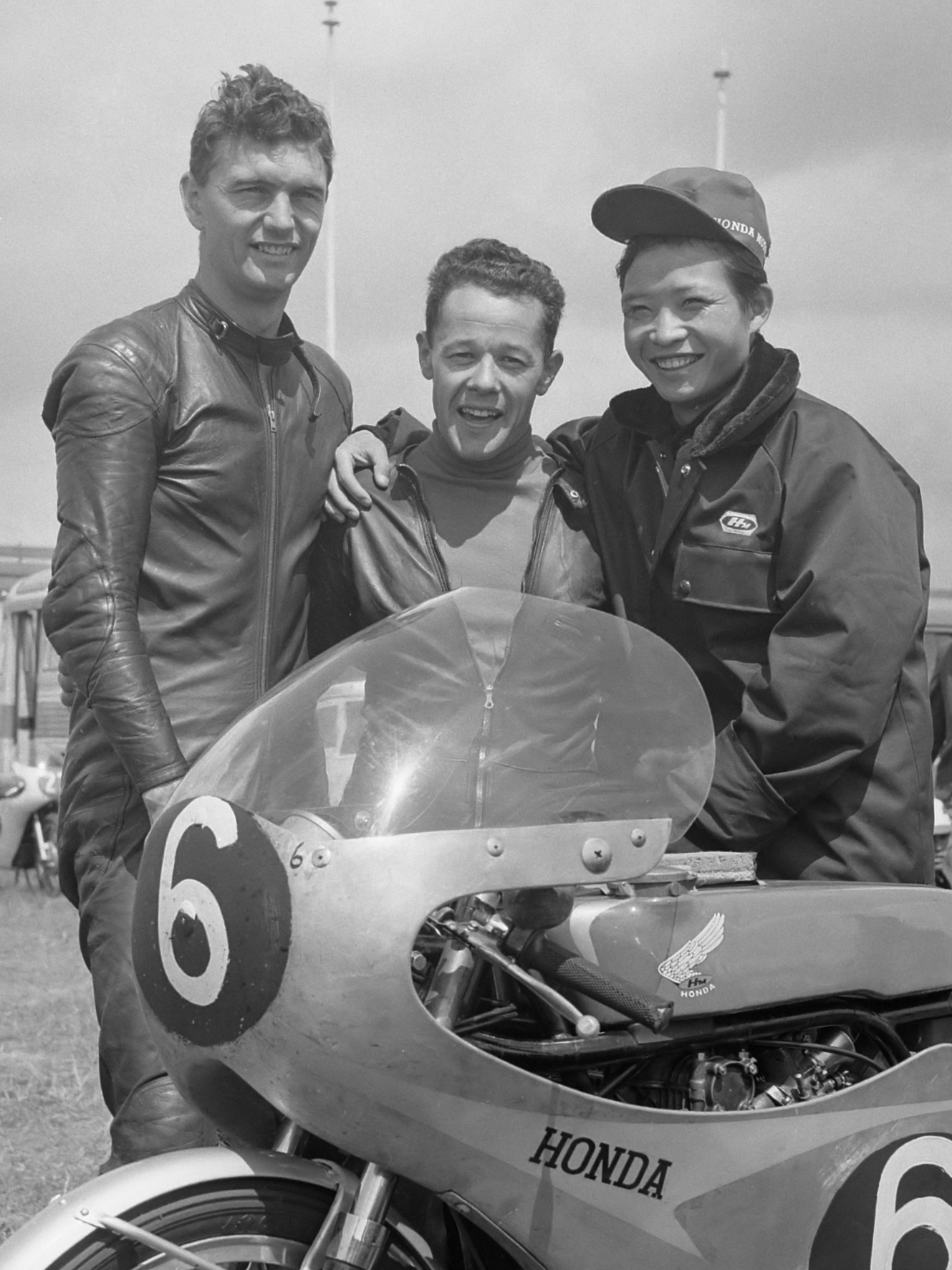
Redman (E) com Luigi Taveri (M.) e Kunimitsu Takahashi (D) durante o GP de Assen de 1963.

Embora tenha nascido na capital do Reino Unido, Redman correu representando uma de suas colônicas africanas, a Rodésia do Sul, para onde emigrou em 1952. Lá, conheceu John Love, que estava abandonando o motociclismo e começando a se envolver no automobilismo, principalmente corridas de fórmula, tendo participado de 10 corridas da Fórmula 1 entre 1962 e 1972. Redman intusiásticamente ajudou Love na preparação e manutenção de seu Cooper F3 com um motor de 500cc  Manx Norton durante o período. Como forma de reconhecimento, Love permitiu a Redman utilizar sua Triumph Grand Prix em suas primeiras experências nas pistas.
Com mais experência, não tardou para Redman conseguir o seu primeiro título, em 1957, com o campeonato nacional rodesiano nas 350cc. Logo em seguida Redman decidiu retornar ao Reino Unido para correr no Brands Hatch, ao lado de Geoff Duke e o aspirante Mike Hailwood. Embora tenha sido campeão na Rodésia, Redman só começou a ter algum sucesso em seu país natal quando decidiu mudar seu estilo de pilotagem, se adequando mais ao estilo praticado pelos britânicos. Apesar disso, Redman se retirou do motociclismo em 1959, e retornou à Rodésia.
A decisão não durou muito, e no ano seguinte Redman retornou a Europa, esperando conseguir um contrato para correr pela equipe de Walter Kaaden, a MZ, nas categorias de 125cc e 250cc. Inesperadamente, ele foi chamado para disputar algumas corridas pela equipe de fábrica da Honda após uma lesão sofrida pelo piloto regular Tom Phillis, e conseguiu um contrato para correr a temporada de 1961 pela equipe, suportado por dois pódios obtidos ao longo do ano. Concomitantemente com sua ida para a Europa, também disputou e venceu mais uma edição do campeonato rodesiano nas 350cc.

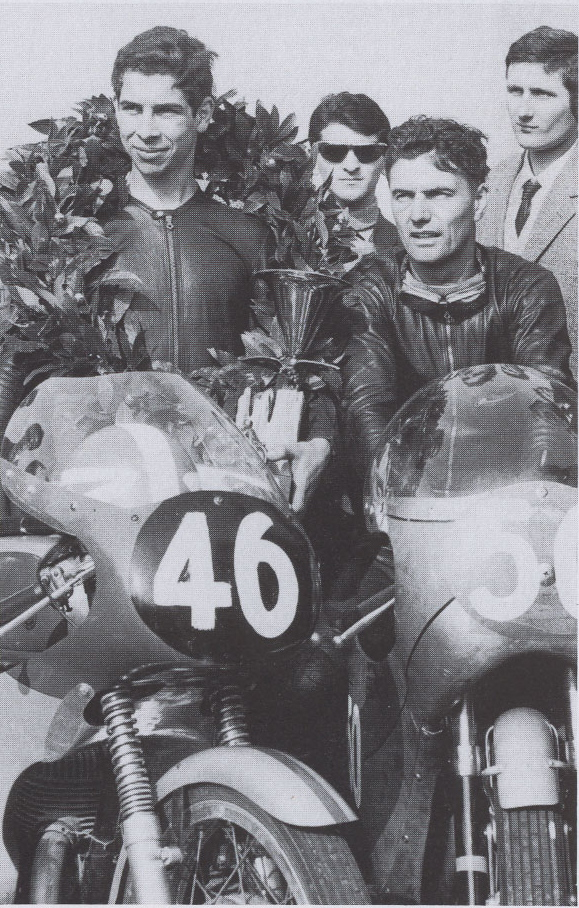
Redman (E) com Ramón Torras (D) em 1963 em Modena.

A partir de então, Redman se tornaria um dos principais concorrentes aos títulos nas próximas temporadas, ganhando quatro títulos consecutivos nas 350cc entre 1962 e 1965; com Redman obtendo uma dobradinha em 1962 e 1963, quando também terminou o ano vencendo o título nas 250cc. Em 1962, mesmo correndo em três categorias do mundial, conseguiu ser campeão rodesiano nas 250cc. Em 1964, Redman se tornou o primeiro piloto a vencer três corridas no mesmo dia, no TT de Assen, com suas vitórias nas 125, 250 e 350cc. Apenas Mike Hailwood, em 1967, conseguiu repetir o feito, um ano após Redman ter abandonado as pistas, por conta de uma lesão durante o GP da Bélgica.
Além do hexacampeão mundial de motovelocidade, Redman também é seis vezes vencedor do tradicionalíssimo TT da Ilha de Man, com três dobradinhas nas categorias Lightweight e Junior TT em 1963, 1964 e 1965, período em que a tradicional corrida ainda fazia parte do calendário do mundial de motovelocidade.
Por seus feitos, Redman foi introduzido no Hall da Fama das Lendas da MotoGP, sendo o primeiro africano.